# Desna, Vinnița
Desna (în ucraineană Десна) este o așezare de tip urban din raionul Vinnîțea, regiunea Vinnița, Ucraina. În afara localității principale, nu cuprinde și alte sate.

## Demografie
Componența lingvistică a așezării de tip urban Desna
     Ucraineană (97,35%)
     Rusă (2,25%)
     Alte limbi (0,32%)
Conform recensământului din 2001, majoritatea populației așezării de tip urban Desna era vorbitoare de ucraineană (97,35%), existând în minoritate și vorbitori de rusă (2,25%).